# Poggersdorf
Poggersdorf är en ort och kommun i Österrike. Den ligger i distriktet Klagenfurt-Land i förbundslandet Kärnten, i den södra delen av landet, 230 km sydväst om huvudstaden Wien. 
Kommunen består av 24 orter (Ortschaften) (inom parentes invånarantal 1 januari 2024):

- Ameisbichl (11)
- Annamischl (16)
- Eibelhof (0)
- Eiersdorf (101)
- Erlach (49)
- Goritschach (16)
- Haidach (21)
- Kreuth (18)
- Kreuzergegend-Ost (40)
- Kreuzergegend-West (58)
- Krobathen (11)
- Lanzendorf (144)
- Leibsdorf (708)
- Linsenberg (35)
- Pischeldorf (18)
- Poggersdorf (890)
- Pubersdorf (557)
- Rain (108)
- Raunachmoos (10)
- St. Johann (57)
- St. Michael ob der Gurk (73)
- Ströglach (47)
- Wabelsdorf (306)
- Wirtschach (9)